# Carcavelinhos Futebol Clube
Le Carcavelinhos Football Club (Carcavelinhos Futebol Clube) est un club de football portugais aujourd'hui disparu.
Le club était basé dans la banlieue de Lisbonne et partageait son stade avec l'Atlético Clube do Portugal.

## Historique
Le club passe 5 saisons en Liga Sagres (1re division). 
Il obtient son meilleur résultat en D1 lors de la saison 1937-1938, où il se classe 4e du championnat, avec 14 victoires, 5 matchs nuls et une seule défaite.
La dernière présence en 1re division du Carcavelinhos FC remonte à la saison 1941-1942.

## Bilan saison par saison
|           | I | II  | III | IV | V | Points | Journées | V   | N   | D   | B.M. | B.P. | Diff. |
| 1935-1936 | 7 |     |     |    |   | 6 pts  | 14       | 1   | 4   | 9   | 9    | 8    | +1    |
| 1936-1937 | 6 |     |     |    |   | 9 pts  | 14       | 4   | 1   | 9   | 16   | 35   | -19   |
| 1937-1938 | 4 |     |     |    |   | 11 pts | 14       | 5   | 1   | 8   | 18   | 36   | -18   |
| 1938-1939 |   | ... |     |    |   |        | ...      | ... | ... | ... | ...  | ...  | ...   |
| 1939-1940 | 7 |     |     |    |   | 10 pts | 18       | 4   | 2   | 12  | 26   | 49   | -31   |
| 1940-1941 |   | ... |     |    |   |        | ...      | ... | ... | ... | ...  | ...  | ...   |
| 1941-1942 | 9 |     |     |    |   | 14 pts | 22       | 5   | 4   | 13  | 35   | 73   | -38   |

## Anciens joueurs
- Manuel Rodrigues